# George S. James
George Sholter James (Contea di Laurens, 1829 – Battaglia di South Mountain, 14 settembre 1862) è stato un militare statunitense.
È considerato come colui che aprì le ostilità della guerra civile americana, sparando il primo colpo di cannone contro Fort Sumter nella notte del 12 aprile 1861.

## Biografia
Nativo della Carolina del Sud, proveniva da una famiglia agiata, ma allo scoppio della guerra messico-statunitense si arruolò volontario nell'esercito americano, scegliendo quindi il mestiere delle armi. Una volta terminata la guerra tornò in Carolina del Sud, ma si riarruolò nel 1856.
Col montare delle tensioni tra Nord e Sud degli Stati Uniti, James abbandonò l'esercito americano per arruolarsi nella milizia della Carolina del Sud, dove divenne capitano. Si pose quindi sotto il comando del generale Beauregard, fungendo da messaggero tra lui e Robert Anderson, capo del presidio governativo di Charleston.
Visto il rifiuto di Anderson di arrendersi ai sudisti, essi decisero di bombardare il forte. Assegnato al comando di Fort Johnson, il capitano James ebbe quindi l'onore di sparare il primo colpo della guerra. Il cannoneggiamento cominciò in piena notte, quindi l'azione di James funse più che altro da segnale al resto delle batterie sudiste per cominciare il bombardamento. In realtà un altro individuo, Edmund Ruffin, gli contese il primato d'aver sparato per primo contro i nordisti, ma è più probabile che sia stato James l'effettivo iniziatore della guerra.
Dopo la battaglia di Fort Sumter, James rimase per circa un anno di stanza in Carolina del Sud, incaricato della sorveglianza locale. Con l'intensificarsi della guerra venne tuttavia richiamato al fronte, e il 14 settembre 1862 rimase ucciso alla battaglia di South Mountain: tentando di mantenere una posizione troppo esposta e dopo essere stato inutilmente avvertito più volte di ritirarsi, venne colpito al petto da un proiettile nordista e morì sul colpo.
Sepolto sul campo di battaglia, i suoi resti vennero poi probabilmente recuperati e trasferiti al Washington Confederate Cemetery di Hagerstown.